# Edisons 1982
De Edisons 1982 werden op 28 juli 1982 bekendgemaakt en op 8 november uitgereikt. Deze uitreiking vond plaats in de Kleine Zaal van het Concertgebouw door Mies Bouwman. Het evenement werd niet op tv uitgezonden.
Pieter van Vollenhoven overhandigde een aantal beeldjes. De Edison die hij aan Margriet Eshuijs overhandigde was de 400e die sinds 1960 was uitgereikt.
Margriet won overigens twee Edisons, voor single van het jaar (Black Pearl) en voor het album Right on Time. Het was voor het eerst in de geschiedenis dat een Nederlandse artiest in één jaar twee Edisons won.

## Winnaars
Internationaal
- Vocaal: Yves Montand voor Olympia '81
- Instrumentaal: Al Dimeola, Paco de Lucia en John McLaughlin voor Friday Night in San Francisco
- Pop: XTC voor English Settlement
- Jazz: Wynton Marsalis voor Wynton Marsalis
- Singer/Songwriter: Bruce Cockburn voor Inner City Front
- Musical/Film: Ry Cooder voor The Border

Nationaal
- Vocaal (Nederlands): Herman van Veen voor Iets van een Clown
- Vocaal (Buitenlands): Margriet Eshuijs Band voor Right on Time
- Vocaal (Buitenlands): Daniel Sahuleka voor Sun Beam
- Instrumentaal: Jasper van 't Hof voor My World of Music
- Cabaret/Theater: Freek de Jonge voor De Tragiek
- Jeugd: Aart Staartjes, Joost Prinsen en Wieteke van Dort voor J.J. De Bom voorheen De Kindervriend
- Pop: Fay Lovsky voor Confetti
- Single van het jaar: Margriet Eshuys Band voor Black Pearl

1960 · 1961 · 1962 · 1963 · 1964 · 1965 · 1966 · 1967 · 1968 · 1969 · 1970 · 1971 · 1972 · 1973 · 1974 · 1975 · 1976 · 1977 · 1978 · 1979 · 1980 · 1981 · 1982 · 1983 · 1984 · 1985 · 1986 · 1987 · 1988 · 1989 · 1990 · 1991 · 1992 · 1993 · 1994 · 1995 · 1996 · 1997 · 1998 · 1999 · 2000 · 2001 · 2002 · 2003 · 2004 · 2005 · 2006 · 2007 · 2008 · 2009 · 2010 · 2011 · 2012 · 2013 · 2014 · 2015 · 2016 · 2017 · 2018 · 2019 · 2020 · 2021 · 2022 · 2023 · 2024